# Motown Legends - Michael Jackson
Motown Legends - Michael Jackson è un album raccolta del cantante statunitense Michael Jackson pubblicato nel 1985 dalla Motown. La stessa raccolta è stata ripubblicata con il titolo Ain't No Sunshine nel 1993 ed in seguito con il titolo Music & Me nel 2000 (da non confondersi con l'omonimo album in studio di Jackson del 1973).

## Descrizione
Fu una delle innumerevoli raccolte di vecchi successi di Michael Jackson dell'era Motown che l'etichetta discografica iniziò a pubblicare, quasi ininterrottamente, ogni anno a partire dal grande successo da solista del cantante con l'album Off the Wall, pubblicato dalla Epic Records nel 1979, e proseguito nel 1982 con l'uscita di Thriller, anch'esso pubblicato dalla Epic, che divenne in breve tempo l'album più venduto nella storia della musica. La vecchia etichetta discografica del cantante pensò così di monetizzare il successo di Jackson di quegli anni pubblicando una serie di raccolte come questa.

## Tracce
1. Rockin' Robin
2. Johnny Raven
3. Shoo Be Doo Be Doo Da Day
4. Happy (Love Theme from "Lady Sings The Blues")
5. Too Young
6. Up Again
7. With a Child's Heart
8. Ain't No Sunshine
9. Euphoria
10. Morning Glow
11. Music & Me
12. All the Things You Are
13. Cindarella Stay Awhile
14. We've Got Forever